# Que coman pasteles

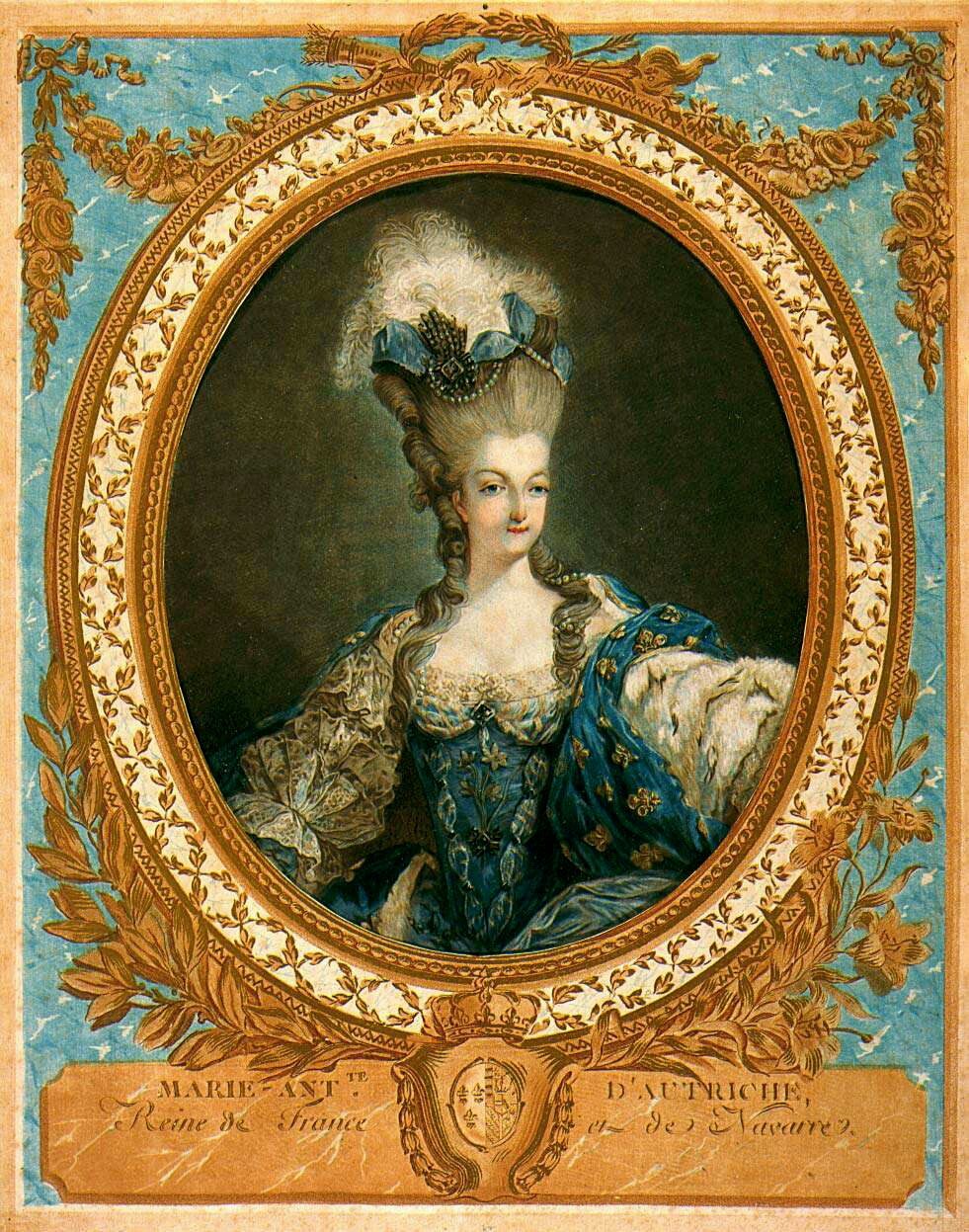
Retrato de María Antonieta de Austria, reina de Francia y de Navarra, por François Janinet (1777)

Que coman pasteles es la traducción tradicional de la frase en francés «Qu'ils mangent de la brioche», supuestamente dicha por una «gran princesa» tras saber que los campesinos no tenían pan. Siendo el brioche un lujoso pan enriquecido con mantequilla y huevo, la frase reflejaría la indiferencia de la reina hacia los campesinos o bien el escaso conocimiento de su situación. Aunque la frase es comúnmente atribuida a la reina María Antonieta, no existen pruebas que lo confirmen.
La frase apareció por vez primera en el sexto libro de la obra autobiográfica de Jean-Jacques Rousseau Confesiones, cuyos seis primeros libros fueron escritos entre 1765 y 1767, cuando María Antonieta tenía entre nueve y doce años, siendo publicados en 1782. En el contexto de la obra, Rousseau expresa su deseo de tener un poco de pan con que acompañar algo del vino que ha robado; no obstante, sintiendo que estaba demasiado elegantemente vestido para entrar en una panadería corriente, recuerda las palabras de una «gran princesa»:

Finalmente recordé lo peor de una gran princesa a quien se le dijo que los campesinos no tenían pan, y que respondió: Que coman brioche.

Rousseau no menciona el nombre de la «gran princesa». De hecho, es posible que se trate de una invención, puesto que la obra no puede ser considerada como absolutamente veraz.

## Atribución

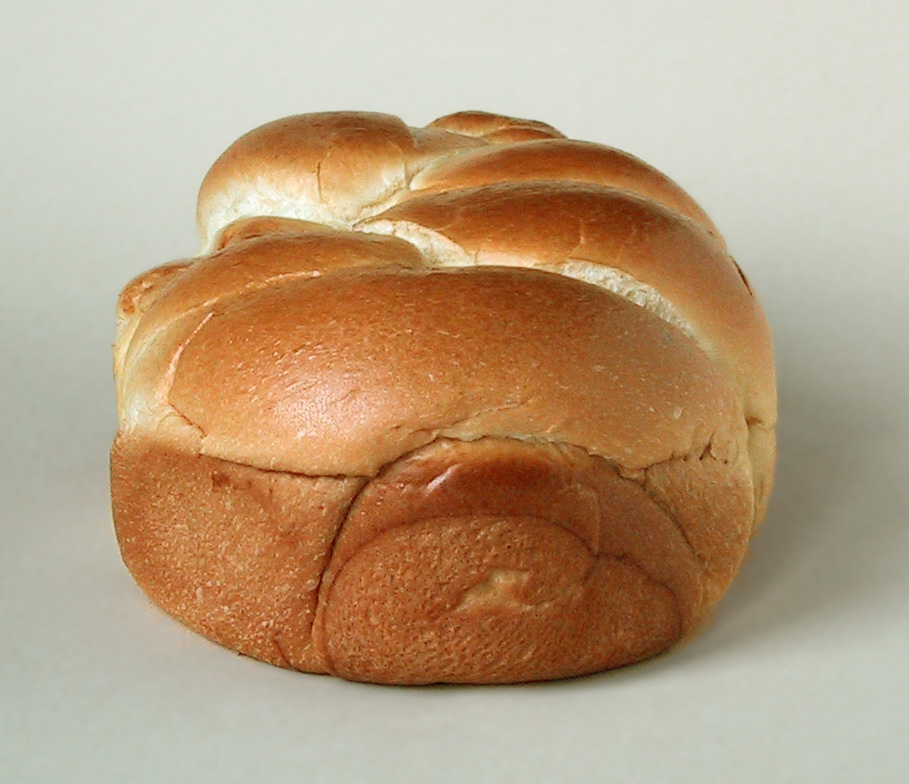
Un brioche.

La frase, atribuida a María Antonieta, fue supuestamente dicha por ella durante uno de los periodos de hambruna que asolaron Francia durante el reinado de su esposo, el rey Luis XVI. Tras ser advertida de que el pueblo estaba sufriendo como consecuencia de la amplia escasez de pan, la reina, al parecer, habría dicho: «que coman brioche». A pesar de que dicha anécdota nunca fue citada por ningún oponente a la monarquía durante la Revolución francesa, terminó adquiriendo una gran importancia simbólica en historias posteriores cuando los historiadores partidarios de la Revolución trataron de buscar la forma de demostrar la falta de consideración y el egoísmo de las clases altas en Francia en aquella época.
Tal y como menciona un biógrafo de la reina, esta frase fue particularmente útil debido a que «el alimento básico del campesinado francés y la clase trabajadora era el pan, absorbiendo el 50 por ciento de sus ingresos, en comparación con el 5 por ciento del combustible; todo el asunto del pan fue, por tanto, el resultado de un interés nacional obsesivo».
La frase fue atribuida por primera vez a la reina por Alphonse Karr en una edición de su revista satírica mensual Les Guêpes (marzo de 1843). Sin embargo, no hay evidencias de que María Antonieta dijese tal frase. La mayor parte de las objeciones a esta leyenda se centran en la personalidad de María Antonieta, pruebas internas de la familia real y la fecha en que dicha frase fue supuestamente pronunciada. En su biografía sobre María Antonieta, Antonia Fraser afirma lo siguiente:

«Que coman pasteles» fue dicho 100 años antes que ella por María Teresa, la esposa de Luis XIV. Fue una declaración cruel e ignorante y ella, María Antonieta, no lo era.

La atribución carece, además, de credibilidad. Fraser cita como justificación para la atribución alternativa a la esposa de Luis XIV las memorias de Luis XVIII, quien tenía alrededor de catorce años cuando la obra de Rousseau fue escrita y cuyas propias memorias fueron publicadas con posterioridad. No menciona en ningún momento a María Antonieta, aunque sí afirma que la frase constituía una vieja leyenda, declarando que en la familia siempre se había creído que la frase había sido dicha por la princesa española que contrajo matrimonio con Luis XIV en la década de 1660. Fraser señala, además, que María Antonieta era una mujer generosa y caritativa a quien le conmovía la situación de los pobres, por lo que dicha frase no concordaría con su personalidad, siendo poco probable que la hubiese pronunciado realmente.
Un segundo argumento en contra de la veracidad de dicha anécdota es el hecho de que no se produjeron periodos de hambruna durante el reinado de Luis XVI, existiendo sólo dos incidentes en relación con la escasez de pan. El primero de ellos ocurrió entre los meses de abril y mayo de 1775, unas pocas semanas antes de la coronación del rey, la cual tuvo lugar el 11 de junio. El segundo tuvo lugar en 1788, un año antes del estallido de la Revolución.
El periodo de escasez de 1775 condujo a una serie de revueltas, conocidas como la guerra de las harinas, las cuales tuvieron lugar en zonas del norte, este y oeste del país. Cartas escritas por María Antonieta a su familia revelan una actitud totalmente opuesta a la mentalidad de la frase atribuida a ella:

Al ver a las personas que nos tratan tan bien a pesar de su propia desgracia, estamos más obligados que nunca a trabajar duro por su felicidad. El rey parece entender esta verdad.

Existe otro problema que hace inverosímil la atribución a la reina de dicha frase. María Antonieta no sólo era demasiado joven, sino que se hallaba fuera del país en el momento en que Rousseau escribió dicha anécdota en su obra. A pesar de que fue publicada en 1782, Confesiones fue terminada en 1769, cuando María Antonieta tenía entre trece y catorce años, hallándose además en Austria, pues no llegó a territorio francés hasta 1770. Rousseau no la conocía cuando escribió su obra, por lo que ella no puede ser la «gran princesa» que menciona en su libro.
Respecto a la atribución de la frase a María Antonieta, es preciso destacar la creciente impopularidad de la reina en los años previos al estallido de la Revolución. Durante su matrimonio con Luis XVI, la reina fue percibida como una mujer frívola y extravagante, siendo citada incluso como uno de los factores que provocaron la crisis financiera del país. Su sexo y su origen austriaco fueron factores determinantes en un país donde la xenofobia y el chauvinismo empezaban a ganar protagonismo en la política nacional. De hecho, muchos antimonárquicos estaban convencidos de que María Antonieta era la única responsable de la ruina económica de Francia, llegando a ser apodada «Madame Déficit». Sumado a lo anterior, los antimonárquicos libelistas publicaron panfletos y artículos atacando directamente a la familia real y a los miembros de la corte mediante la exageración de hechos verídicos, el relato de acontecimientos ficticios y la amplia difusión de mentiras y calumnias. Existía, además, un profundo sentimiento de ira e insatisfacción con respecto al rey y a la reina, por lo que resulta plausible que una persona anónima inventase dicho acontecimiento con el fin de desprestigiar a la monarquía.
Otra hipótesis sostiene que tras la Revolución, la frase fue atribuida a varias princesas de la familia real francesa, centrándose la leyenda en la figura de María Antonieta por ser la última «gran princesa» de Versalles. Esta frase había sido, de hecho, atribuida anteriormente a dos de las hijas de Luis XV: Madame Sofía y Madame Victoria.
En su novela Ange Pitou (1853), Alejandro Dumas atribuye la frase a una de las favoritas de la reina, Madame de Polignac.